# Hot Dogs for Gauguin
Pour plus de détails, voir Fiche technique et Distribution.
Hot Dogs for Gauguin est un court-métrage écrit et réalisé par Martin Brest réalisé en 1972. En 2009, il a été sélectionné par le National Film Registry de la Bibliothèque du Congrès des États-Unis pour sa préservation en raison de son importance « significative d'un point de vue culturel, historique, ou esthétique ».

## Synopsis
Un photographe prévoit de faire exploser la statue de la Liberté afin de prendre le cliché qui le rendra célèbre.

## Fiche technique
- Titre : Hot Dogs for Gauguin
- Réalisation : Martin Brest
- Scénario : Martin Brest
- Photographie : Jacques Haitkin
- Pays :  États-Unis
- Date de sortie : 1972

## Distribution
- Danny DeVito : Adrian
- William Duff-Griffin : Fletcher
- Rhea Perlman : Woman on Ferry
- Martin Brest : Man on Ferry

## Distinction
- National Film Preservation Board en 2009.